# H-Klasse (Schlachtschiff)
Als H-Klasse wird eine auf sechs Einheiten ausgelegte Schlachtschiffklasse der deutschen Kriegsmarine bezeichnet, die im Rahmen des Z-Plans 1939 begonnen, jedoch nie realisiert worden ist. Nach den Planungen wären die Einheiten der H-Klasse die längsten und – nach der japanischen Yamato-Klasse – zweitschwersten jemals gebauten Schlachtschiffe gewesen. Die Schiffe sollten insbesondere im ozeanischen Zufuhrkrieg gegen schwere Konvoibegleitkräfte zum Einsatz kommen und verfügten daher über einen besonders großen Aktionsradius. Da sie als Weiterentwicklung der für ihre Feuerkraft und Standfestigkeit bekannten Bismarck-Klasse gebaut werden sollten, werden die Schiffe der H-Klasse gelegentlich als Super-Schlachtschiffe bezeichnet; ein Prädikat, das in der wissenschaftlichen Literatur allerdings umstritten ist. Nur zwei Schiffe der H-Klasse wurden 1939 noch auf Kiel gelegt, die Arbeiten an ihnen wurden jedoch nach Kriegsausbruch eingestellt.

## Klassenbezeichnung
Die Bezeichnung „H“ leitet sich aus der marineinternen Namensgebung für Großkampfschiffe ab, die ihre Baubezeichnung nach dem Alphabet erhielten: Nach den Schlachtschiffen der Bismarck-Klasse mit den Bezeichnungen F und G folgten H bis N. Für die Schiffe sind keine offiziellen Namensvorschläge bekannt; die sich im Umlauf befindenden möglichen Namen für das erste Schiff (Hindenburg, Friedrich der Große, Großdeutschland) sind eher spekulativer Natur. Insbesondere das häufig genannte Großdeutschland ist als äußerst unwahrscheinlich zu betrachten, da Adolf Hitler stets den Verlust eines Schiffes mit dem Namen Deutschlands fürchtete (vgl. Panzerschiff Deutschland). Hitler selbst erwähnte bei inoffiziellen Gesprächen, dass er die Namen Ulrich von Hutten und Götz von Berlichingen für die Schiffe vorgeschlagen habe.

## Vorgeschichte
Nachdem Deutschland durch das deutsch-britische Flottenabkommen vom 18. Juni 1935 die Freiheit im Bau von Schlachtschiffen zurückerhalten hatte, begann die Marine umgehend mit dem Bau zweier vollwertiger Schlachtschiffe, den späteren Bismarck und Tirpitz, deren Konstruktionspläne schon fertig ausgearbeitet waren. Zusammen mit den bereits in Bau befindlichen Schlachtschiffen der Scharnhorst-Klasse und den Schiffen der Deutschland-Klasse war die zugestandene Flottentonnage bis auf etwa 30.000 Tonnen verbraucht.
Diese Restmenge reichte knapp für den Bau eines weiteren Schlachtschiffes, das noch schwerer ausfallen sollte, insbesondere nachdem durch das faktische Scheitern der Londoner Flottenkonferenz 1936 die internationalen qualitativen Beschränkungen im Schlachtschiffbau weggefallen waren.
Die Marineleitung beriet über die Parameter des Schlachtschiffes, besonders im Blick auf die gerade in Frankreich in Auftrag gegebene Richelieu-Klasse. Die H-Klasse sollte dieser kaliber- und panzerschutzmäßig gewachsen sein. Hitler selbst hatte offenbar eine Steigerung des Kalibers der Hauptgeschütze gegenüber der Bismarck gefordert, um eine Überlegenheit der deutschen Schlachtschiffe gegenüber ihren potentiellen Gegnern zu erreichen. Die Schlachtschiffe der H-Klasse sollten daher – erstmals in der Geschichte der deutschen Marine – ein Kaliber von 40,6 cm erhalten.

## Einsatzkonzept
Für die in der sog. „Heye-Denkschrift“ behandelten sechs Schlachtschiffe konnte anfangs kein konkreter Einsatzzweck formuliert werden, was Meinungsverschiedenheiten innerhalb der Marineführung geschuldet war, jedoch konnten sich die Vertreter des Großkampfschiffbaus mit der Aufnahme der Schlachtschiffe in den Z-Plan durchsetzen. Gemäß der Strategie des Handelskrieges sollten die Schiffe auch in der Lage sein, im Atlantischen Ozean gegen feindliche Geleitzüge zu operieren. Zum ersten Mal wurde für Schlachtschiffe ein ausschließlicher Dieselantrieb vorgesehen, der ihnen eine besonders hohe Reichweite – vergleichbar der der Deutschland-Klasse – verliehen hätte. Für einen geplanten Einsatz gegen Handelsschiffe spricht zudem der vorgesehene Einbau von Torpedorohren, welche auf Großkampfschiffen der damaligen Zeit aufgrund der hohen Feuerentfernungen taktisch überflüssig geworden und nicht mehr anzutreffen waren.
Großadmiral Erich Raeder notierte zu diesem Thema in seiner Denkschrift vom 3. September 1939:

„[...] Bei der Jagd der englischen Flotte auf diese über die Ozeane zerstreuten, Handelkrieg führenden deutschen Streitkräfte würden zwei Gruppen von je 3 schwersten Schlachtschiffen mit Motoren und 40 cm-Geschützen die Aufgabe gehabt haben, die zur Jagd mehr oder weniger aufgelöst fahrenden englischen schweren Streitkräfte zu stellen und zu schlagen.“

Ob der skizzierte Einsatzzweck zu diesem Zeitpunkt tatsächlich von der gesamten Marineleitung unterstützt worden ist, ist nicht mit Sicherheit zu klären.

## Baubeginn und Ende
Die schweren Einheiten des Z-Plans sollten aufgrund ihrer langen Bauzeit vorerst in den Hintergrund rücken, jedoch gab Hitler den von ihm favorisierten Schlachtschiffen den Vorrang und befahl deren Herstellung bis 1944. Er hoffte durch die Überlegenheit der Schlachtschiffe (keine bis dato existierende britische Einheit wäre ihnen gewachsen gewesen) ein Machtinstrument zu erhalten, das den Frieden mit Großbritannien erhalten würde.
Am 4. März 1939 erhielt die deutsche Regierung eine Note von Großbritannien über deren voraussichtliche Gesamttonnage im Jahre 1943. Durch das Deutsch-Britische-Flottenabkommen bekam Deutschland damit genug Tonnage frei, um zwei weitere Schlachtschiffe bauen zu lassen, die im Haushaltsplan von 1938 bereits vorgesehen waren. So wurde am 14. April 1939 der Auftrag für Schlachtschiff H erteilt.
- Der Auftrag für Schlachtschiff H ging an die Hamburger Werft Blohm & Voss, die für das gesamte Design federführend war. Das Schlachtschiff wurde am 15. Juli 1939 auf Kiel gelegt.

Nach der Kündigung des Flottenvertrages am 28. April folgten am 25. Mai die Aufträge für fünf weiteren Einheiten.
- Der Auftrag für Schlachtschiff J wurde der AG Weser erteilt. Die Kiellegung erfolgte am 15. August auf der Helling V, auf der bereits der Schwere Kreuzer Seydlitz gebaut worden war. Die Helling war während der Kiellegung noch durch den Schlepper Atlantik und den Frachter Rheinfels belegt, was den Zeitdruck verdeutlicht, unter dem die Werft stand.
- Schlachtschiff K sollte bei Deutsche Werke Kiel auf Kiel gelegt werden.
- Schlachtschiff L sollte im September 1939 in der Kriegsmarinewerft Wilhelmshaven auf Kiel gelegt werden, die eigens mehrere Baudocks errichtete.
- Schlachtschiff M sollte erneut bei Blohm & Voss im eigens dafür errichteten Trockendock Elbe 17 auf Kiel gelegt werden.
- Schlachtschiff N sollte im Oktober 1939 wieder bei der AG-Weser in einem ebenfalls eigens dafür errichteten Baudock auf Kiel gelegt werden, bei dem es allerdings zu Bauverzögerungen kam.

Dazu kam es aber nicht mehr. Am 30. September 1939 verfügte Großadmiral Erich Raeder den Baustopp der Klasse, da der Schwerpunkt der Marinerüstung nun auf die U-Boote gelegt worden war. Nur im Bau weit fortgeschrittene schwere Einheiten sollten noch fertiggestellt werden. Für H waren zu diesem Zeitpunkt über 1.000 t Material verbaut. 3.500 t waren in Arbeit und 12.000 t bestellt. Bei Schlachtschiff J sind die Zahlen nicht mehr feststellbar. Die Bauaufträge für die noch nicht begonnenen Schlachtschiffe K, L, M und N wurden schrittweise 1939/40 annulliert und H und J im Laufe des Jahres 1941 abgebrochen.
Obwohl diese Schiffe also keinerlei strategische Rolle mehr spielen sollten, hat die ihnen zugewiesene Priorität Konsequenzen gehabt: Von den anderen Einheiten, die im Z-Plan vorgesehen waren, konnte keine andere mehr begonnen werden. Der Bau der leichteren Schiffe, insbesondere der U-Boote, musste auf später verschoben werden. So trug die H-Klasse indirekt zur Schwäche der deutschen Seestreitkräfte in den ersten Kriegsjahren bei.
Zum Zeitpunkt des Baustopps waren für das erste Schiff der H-Klasse bereits sieben der acht 40,6-cm-Geschütze bei Krupp fertiggestellt (drei weitere kamen während des Krieges noch hinzu). Drei davon wurden 1943 im Raum Calais (siehe auch: Deutsche Situation in der Normandie im Jahr 1944) in betonierten Bunkern als Küstengeschütze aufgestellt. Drei wurden im Anschluss an die Operation Overlord im Herbst 1944 durch US-Truppen von der Landseite her erobert und zerstört. Acht wurden nach Nordnorwegen verbracht, wo sie die Zufahrt des wichtigen Erzhafens Narvik schützen sollten – wobei eine während des Schiffstransports verloren ging.

## Bewaffnung und Ausrüstung

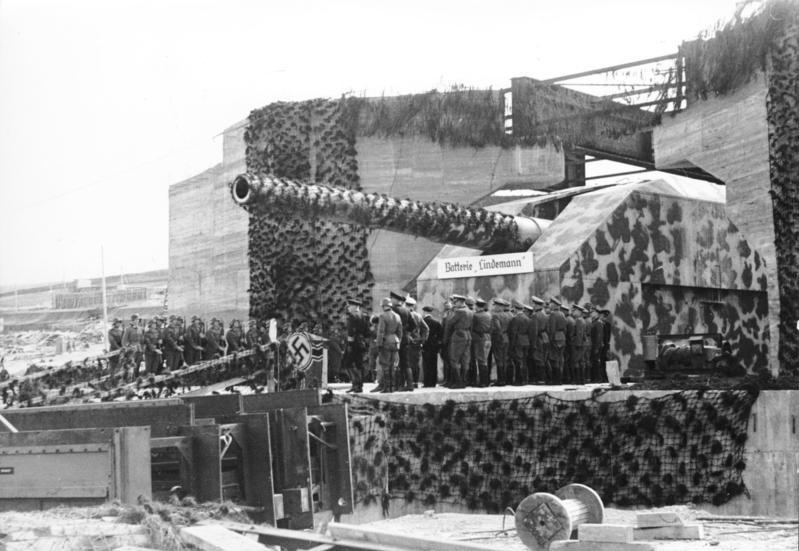
Eines der für die H-Klasse gefertigten 40,6-cm-Geschütze in Einzellafette im Atlantikwall (1944). Die Abmessungen der Waffe werden im Vergleich mit den umstehenden Personen deutlich.

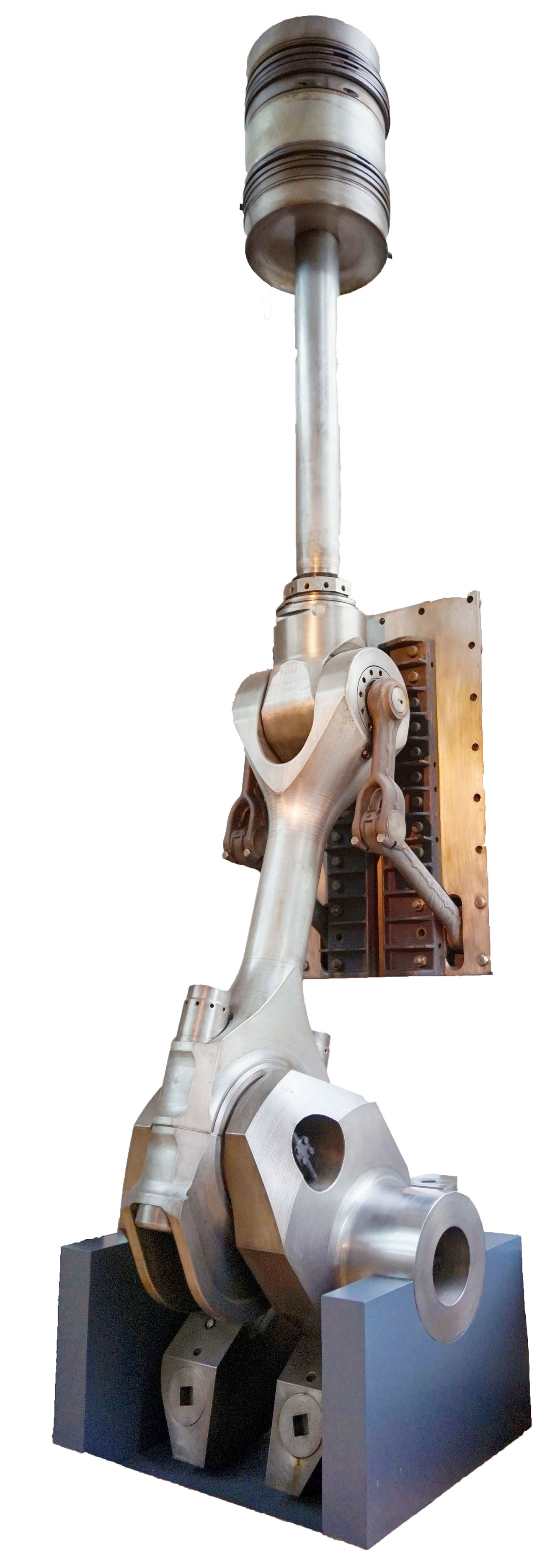
Blick auf das im MAN-Werksmuseum ausgestellte Kreuzkopf-Triebwerk eines Zylinders des doppeltwirkenden Neunzylinder-Zweitakt-Dieselmotors Typ M9Z 65/95 der MAN für die Schlachtschiffe der H-Klasse

Die 40,6-cm-Geschütze in vier Zwillingstürmen stellten die schlagkräftigste Bewaffnung dar, die je für ein Schlachtschiff der nationalsozialistischen Kriegsmarine konzipiert worden war: Auf eine maximale Schussweite von 36.800 m konnte ein 1.030 kg schweres Geschoss verfeuert werden, das noch auf 27.400 m eine Panzerung von 345 mm durchschlagen konnte. Die übrige Bewaffnung der Schiffe entsprach im Wesentlichen der der Bismarck-Klasse, lediglich bei der leichten 2,0-cm-Flak war von vornherein eine deutlich größere Zahl an Rohren vorgesehen. Die 10,5-cm-Geschütze sollten in einem neuartigen Turm („Flakturm 1937“) installiert werden. Die Einheiten der H-Klasse waren – mit Ausnahme des erst nach Kriegsende fertiggestellten britischen Einzelschiffs HMS Vanguard – die einzigen im Zweiten Weltkrieg projektierten Schlachtschiffe, die noch am Konzept des Zwillingsturmes bei der schweren Artillerie festhielten. Alle übrigen zeitgenössischen Großkampfschiffentwürfe sahen Drillings-, einige sogar Vierlingstürme vor. Die Zwillingsaufstellung hatte sich allerdings im Ersten Weltkrieg sehr bewährt, Türme mit nur zwei Geschützen galten als zuverlässiger und weniger ausfallgefährdet als solche mit drei oder mehr Geschützen. Die Möglichkeit, insgesamt vier (zwei vorne, zwei achtern) anstatt nur drei Türme (zwei vorne, einer achtern) einzusetzen, galt zudem als taktischer Vorteil im Gefecht.
Die Panzerung der H-Klasse entsprach in Dicke und Anordnung im Wesentlichen der der Bismarck-Klasse, war an einigen Stellen sogar etwas dünner (Seitenpanzer auf Bismarck: 320 mm; Seitenpanzer der H-Klasse: 300 mm), erstreckte sich aber dafür in der maximalen Seitenstärke von 300 mm über nahezu ihre gesamte Ausdehnung und war nicht – wie bei Bismarck und Tirpitz – zum unteren Ende hin stark verjüngt. Zudem sollten die Schiffe eine stärkere Böschung und ein zusätzliches, 25 mm dickes Panzerschott entlang der Längsachse des Schiffes tief im Rumpfinneren aufweisen, das auf den beiden Vorgängerschiffen nicht vorhanden war. Dass man die Panzerungsstärken nicht wesentlich erhöht hatte, war vor allem der notwendigen Beschränkung der Schiffsgröße und des Tiefgangs geschuldet, da deutsche Kriegsschiffe in relativ flachen Häfen und im Nord-Ostsee-Kanal beweglich sein mussten. Mit 20.570 t Gesamtgewicht machte die Panzerung rund 36,4 % der Konstruktionsverdrängung aus (Bismarck-Klasse: 40 %). Anders als bei den bisherigen Großkampfschiffen der Kriegsmarine sollte die Außenseite des Seitenpanzers mit der Bordwand abschließen und diese nicht überragen; dies sollte durch neuartige Schweiß- und Beplattungstechniken erreicht werden und die Strömungseigenschaften des Rumpfes verbessern.
Besonders interessant war die ungewöhnliche Anordnung der Bordflugzeuganlage auf den Schiffen der H-Klasse: Die beiden Hangars, die je zwei Arado-196-Schwimmerflugzeuge aufnehmen konnten, waren am äußersten Ende der Aufbauten angebracht, und das zum Start benötigte Katapult lag direkt unter den Rohren des achteren Geschützturmes „Dora“. Um ein Flugzeug starten zu können, mussten die Rohre dieses Turmes auf den maximalen Richtwinkel erhöht werden, was in einem Gefecht äußerst hinderlich gewesen wäre. Zudem hätte diese Anordnung die dauerhafte Bereitstellung eines Flugzeuges nahezu unmöglich gemacht, weil dadurch ständig 25 % der schweren Artillerie blockiert gewesen wären. Es wird daher vermutet, dass die Arados für die Schlachtschiffe der H-Klasse nur eine Übergangslösung darstellten und eine Nachrüstung mit Hubschraubern (vgl. Flettner Fl 282) vorgesehen war.
Anders als die bisher für die Kriegsmarine gebauten Großkampfschiffe hätte die H-Klasse statt einem zwei Schornsteine haben sollen.

## Antrieb
Außergewöhnlich und für Schlachtschiffe ein absolutes Novum war die Konzeption des Antriebs: Erstmals war für Großkampfschiffe eine ausschließlich aus Dieselmotoren bestehende Antriebsanlage geplant. Zwölf doppeltwirkende Neunzylinder-Zweitakt-Dieselmotoren vom Typ M9Z 65/95 (Kreuzkopf-Reihenmotor, Bohrung 65 cm, Hub 95 cm) der MAN mit einer Nennleistung von insgesamt 150.000 PS sollten die drei Propeller antreiben. Nach den guten Erfahrungen mit den Dieselmotoren (höhere Reichweite, einfachere Wartung gegenüber Dampfturbinen) in den Panzerschiffen der Deutschland-Klasse wollte man allgemein fast alle neuen Schiffe des Z-Plans mit Dieselmotoren ausrüsten. Spekulativ betrachtet wäre der Antrieb wahrscheinlich erfolgreich gewesen, auch wenn für ihn unverändert die kriegswirtschaftliche Problematik der Treibstoffversorgung – trotz eines gegenüber Turbinenanlagen deutlich reduzierten Verbrauchs – bestanden hätte.

## Kriegswirtschaftliche Aspekte der H-Klasse
Hätte die Kriegsmarine wie vorgesehen bis 1944 die sechs Schlachtschiffe der H-Klasse fertiggestellt, wäre deren Versorgung mit Treibstoff in Friedens- und besonders in Kriegszeiten ein ernstes Problem geworden. Weder reichten die deutschen Kapazitäten zur Gewinnung von synthetischem Treibstoff aus, noch konnten genügend Devisen zum Einkauf ausreichender Ölmengen aus dem Ausland erwirtschaftet werden, um alle sechs Schiffe zusammen mit den anderen Einheiten des Z-Plans einsatzbereit zu halten. Im Krieg schließlich hätte ein Ölboykott der westlichen Alliierten schnell die Reserven der Kriegsmarine schwinden lassen und die deutsche Marine in ihren Häfen festgehalten. Der Z-Plan und insbesondere der Bau der H-Klasse waren also davon abhängig, dass Deutschland in direkter oder indirekter Form Zugang oder Kontrolle über ausländische Ölressourcen erlangte.
Insgesamt orientierte sich die Konzeption einer deutschen Schlachtflotte, wie sie bereits seit den 20er Jahren betrieben wurde, nicht an den Erfordernissen und Gegebenheiten. Deutschland hätte sich keine Schlachtflotte leisten können, wie Großbritannien sie besaß; sie in operativer Bereitschaft zu halten, wäre unmöglich gewesen.

## Der Begriff des Super-Schlachtschiffs
Der außerordentlich gute Ruf der Bismarck-Klasse trug wesentlich dazu bei, dass die noch größeren und schwerer bewaffneten Einheiten der H-Klasse häufig als Super-Schlachtschiffe bezeichnet wurden und werden. Tatsächlich aber hätten die Schiffe kaum einen echten Führungsanspruch in einem Bereich ihrer Ausrüstung vertreten können: Zeitgenössische Schlachtschiffe anderer Nationen waren ähnlich schnell oder schneller, qualitativ und quantitativ besser bewaffnet oder hatten stärkeren Panzerschutz. Zudem verfügten die deutschen Kriegsschiffe – die H-Klasse hätte darin keine Ausnahme dargestellt – über deutlich weniger leistungsstarke Funkmesseinrichtungen als die gegnerischen britischen und US-amerikanischen Schlachtschiffe. Allein der außergewöhnlich große Fahrbereich von 19.000 Seemeilen wäre in Einzelfällen ein Vorteil gegenüber anderen Großkampfschiffen gewesen, wenngleich die US-amerikanische Iowa-Klasse ähnliche Werte erreichte. Insgesamt ist die immer wieder auftauchende Bezeichnung „Super-Schlachtschiff“ für die H-Klasse kaum vertretbar.
Die folgende Vergleichstabelle mit den jeweils modernsten und kampfkräftigsten Schlachtschifftypen der Vereinigten Staaten, Japans und Großbritanniens sowie mit den dort zeitgleich mit der H-Klasse projektierten, aber niemals vollendeten Schiffen macht dies deutlich:
| Typklasse                                        | Länge über alles | Breite | Kaliber Hauptbewaffnung / Anzahl Rohre | Panzerdicke (maximal) | Leistung / Geschwindigkeit | Einsatzverdrängung | Einsatzreichweite        |
| ------------------------------------------------ | ---------------- | ------ | -------------------------------------- | --------------------- | -------------------------- | ------------------ | ------------------------ |
| H ( Deutsches Reich)                             | 277,8 m          | 37,2 m | 40,6 cm / 8                            | 385 mm                | 165.000 PS / 30 kn         | 62.500 t           | 19.000 Seemeilen / 16 kn |
| Yamato-Klasse ( Japan)                           | 263,0 m          | 38,7 m | 46,0 cm / 9                            | 410 mm                | 150.000 PS / 27 kn         | 67.000 t           | 7.000 Seemeilen / 16 kn  |
| Iowa ( Vereinigte Staaten)                       | 270,4 m          | 33 m   | 40,6 cm / 9                            | 439 mm                | 212.000 PS / 33 kn         | 52.000 t           | 16.600 Seemeilen / 15 kn |
| Lion ( Vereinigtes Königreich) (nicht vollendet) | 239,4 m          | 32 m   | 40,6 cm / 9                            | 381 mm                | 130.000 PS / 30 kn         | 47.600 t           | 16.500 Seemeilen / 10 kn |
| Montana ( Vereinigte Staaten) (nicht vollendet)  | 280,6 m          | 36,8 m | 40,6 cm / 12                           | 457 mm                | 212.000 PS / 28 kn         | 70.900 t           | 15.000 Seemeilen / 15 kn |
| Sowjetski Sojus ( Sowjetunion) (nicht vollendet) | 269 m            | 38,9 m | 40,6 cm / 9                            | 420 mm                | 210.000 PS / 28 kn         | 62.536 t           | 7.680 Seemeilen / 14 kn  |

## Weiterentwicklungen H-41 bis H-44
Während des Krieges wurden weitere Entwurfsstudien erarbeitet, die eine Weiterentwicklung der H-Klasse zum Ziel hatten. Im Zentrum der Fragestellung stand dabei zu keinem Zeitpunkt, ob man die Nachfolger der H-Klasse überhaupt noch bauen sollte, sondern lediglich, wie sie zu konzipieren seien. Der wachsenden Gefährdung dieser Schiffe durch Luftangriffe sollte durch stetige Verstärkung des Panzerschutzes und damit einhergehende Größensteigerungen begegnet werden:
- Projekt H-41 sah verstärkte Panzerdecks und eine Kalibersteigerung auf 42 cm vor, was eine Steigerung der Verdrängung auf über 74.000 t nötig machte. Um weiterhin eine Geschwindigkeit von 30 kn erreichen zu können, wäre ein gemischter Antrieb aus Diesel und Turbinenanlage zum Einsatz gekommen.
- H-42 und H-43 beinhalteten weitere Verstärkungen bei Seiten- und Horizontalpanzer sowie ein Kaliber von 48 cm, wodurch das Schiff auf 96.000 bzw. 118.000 t angewachsen wäre, was wiederum eine stärkere Maschinenanlage erforderte.
- H-44 war ein Entwurf, der neben weiteren Panzerverstärkungen eine Steigerung der Hauptbewaffnung auf 8 × 50,8 cm vorsahen. Ein solches Schiff wäre 345 m lang geworden und hätte 131.000 t verdrängt.

| Design           | H-39                       | H-41                       | H-42                       | H-43                       | H-44                       |
| ---------------- | -------------------------- | -------------------------- | -------------------------- | -------------------------- | -------------------------- |
| Verdrängung      | 56444 T                    | 68800 T                    | 90000 T                    | 111000 T                   | 131000 T                   |
| Länge über alles | 277,8 m                    | 282 m                      | 305 m                      | 330 m                      | 345 m                      |
| Breite           | 37 m                       | 39 m                       | 42,8 m                     | 48 m                       | 51,5 m                     |
| Tiefgang         | 10 m                       | 11,1 m                     | 11,8 m                     | 12 m                       | 12,7 m                     |
| Hauptbewaffnung  | 8× 40,6 cm                 | 8× 42 cm                   | 8× 48 cm                   | 8× 48 cm                   | 8× 50,8 cm                 |
| Sekundär         | 12× 15 cm und 16 × 10,5 cm | 12× 15 cm und 16 × 10,5 cm | 12× 15 cm und 16 × 10,5 cm | 12× 15 cm und 16 × 10,5 cm | 12× 15 cm und 16 × 10,5 cm |
| Flak             | 16× 3,7 cm und 12 × 2 cm   | 32× 3,7 cm und 12 × 2 cm   | 28× 3,7 cm und 40 × 2 cm   | 28× 3,7 cm und 40 × 2 cm   | 28× 3,7 cm und 40 × 2 cm   |
| Torpedo          | 6× 53,3 cm                 | 6× 53,3 cm                 | 6× 53,3 cm                 | 6× 53,3 cm                 | 6× 53,3 cm                 |

Keines dieser Projekte wurde jemals als echtes Bauvorhaben aufgegriffen. Bei ihnen handelte es sich um rein akademische Planspiele, welche die rasche Entwicklung im Kriegsschiffbau quasi kommentieren sollten. Die enormen Mengen an Stahl und anderen Metallen, die für den Bau solcher Giganten notwendig gewesen wären, hätten die deutsche Kriegswirtschaft bis an die Grenzen des Machbaren gedrängt und zu Einschränkungen bei zentraleren Rüstungsprojekten wie dem Flugzeug- oder Panzerbau geführt. Überwasserschiffe spielten ab etwa Anfang 1943 ohnehin nur noch eine geringe Rolle in den Planungen der Kriegsmarine. Zudem stellt sich die Frage nach dem strategischen Wert dieser Entwürfe: Schiffe von der Größe von H-44 wären operativ kaum sinnvoll einzusetzen gewesen, da sie in der Deutschen Bucht nicht vernünftig hätten manövrieren können.